# Ma Jianfei
Ma Jianfei (în chineză: 马剑飞; n. 29 iulie 1984, Guangzhou, Republica Populară Chineză) este un scrimer chinez specializat pe floretă, campion mondial pe echipe în 2011, vicecampion mondial la individual în 2014, lider sezonului 2013–2014.
A participat la Jocurile Olimpice de vară din 2012 de la Londra. A ajuns în sferturile de finală, unde a fost învins de sud-coreeanul Choi Byung-chul.